# Računalna sigurnost

## Općenito
Analogno sigurnosti fizičke imovine, postoji potreba zaštite računalne "imovine". 
Ljudi žele biti sigurni da će njihova računala koristiti samo oni, i isto tako da
će pristup njihovim podacima imati samo oni kojima se pristup dozvoli.

Osim tih zahtjeva, postoje i mnogi drugi, tako da su se pojavile sljedeće kategorije
unutar područja računalne sigurnosti:
- autentifikacija
- kriptografija
- sustav vlasništva nad datotekama u datotečnom sustavu
- sigurna komunikacija

S obzirom na učestalost prijetnji računalnoj sigurnosti često spominjani pojmovi su:
- vatrozid
- sustav detekcije upada (IDS - intrusion detection system)

## Autentifikacija
Želimo li koristiti računalo na fakultetu, ili pročitati elektroničku poštu preko web sučelja,
morate se prijaviti, identificirati. To činite tako da upišete korisničko ime i zaporku.
Računalo ima spremljenu vašu zaporku (ili njen par), te ako ono što ste upisali odgovara onome
što je spremljeno, bit će vam omogućen pristup sustavu.

Neki sustavi pristup temeljen na paru korisničko ime-zaporka ne smatraju dovoljno sigurnim, pa
se koriste modifikacije tog pristupa, npr. umjesto korisničkog imena ubacujete karticu u bankomat,
a upisujete samo zaporku, na taj način nitko bez vaše kartice ne može na bankomatu podići novac
s vašega računa. Drugi pristup je obratan, gdje upisujete korisničko ime (odnosno serijski broj
token-generatora), i poslije toga token - zaporku koja vrijedi kraći vremenski interval.

Koji god pristup koristili, cilj autentifikacije je nedvosmisleno identificirati korisnika
sustava, i prema tome omugućiti mu raspolaganje njegovim podacima/imovinom.

## Kriptografija
Granu računarstva koja se bavi kodiranjem informacija radi njihove nedostupnosti neovlaštenim
osobama nazivamo kriptografijom.

## Sustav vlasništva nad datotekama u datotečnom sustavu
Prvi operacijski sustavi nisu bili niti višekorisnički, niti su imali pristup gigabajtima tvrdih
diskova, pa nisu ni posjedovali sustav vlasništva datoteka, npr. MS-DOS je imao atribute datoteka
RHSA: "read only" - samo za čitanje, "hidden" - sakrivena datoteka, "system" - datoteka operativnog
sustava i "archive" - arhiva. Za razliku od DOSa, Unix kao primjer višekorisničkog sustava ima
sustav vlasništva, gdje svaka datoteka ima sljedeće atribute xvvvgggooo: x je označitelj tipa
datoteke, vvv su ovlasti vlasnika datoteke (prema shemi rwx - smije čitati, pisati ili izvoditi
datoteku), ggg su ovlasti grupe u kojoj se nalazi vlasnik datoteke, i ooo su ovlasti na datoteku
svih ostalih korisnika sustava. 

## Sigurna komunikacija
Kad iz internet kafića provjeravamo elektroničku poštu, ne želimo da nam netko "pokupi" zaporku,
i time i pristup našim podacima. To se može spriječiti na nekoliko načina, ali jedan od 
najjednostavnijih je korištenje SSLa (Secure Sockets Layera). Tako bilo da pristupamo udaljenom
računalu pomoću web preglednika, ili želimo koristiti komandnu liniju, koristit ćemo umjesto
http protokola https, a umjesto telneta ssh, i komunikacija će biti sigurna od prisluškivanja
sa strane.